# Симеру
Симеру (ест. Sõmeru) — невелике містечко в волості Раквере повіту Ляене-Вірумаа.
До адміністративної реформи муніципалітетів Естонії в 2017 році село було адміністративним центром волості Симеру, після реформи воно стало центром волості Раквере.
В селі Сомеру знаходиться початкова школа.